# Лублински троугао
Лублински троугао (литв. Liublino trikampis; пољ. Trójkąt Lubelski) — трипартитна платформа за политичку, економску, културну и социјалну сарадњу између Литваније, Пољске и Украјине, која има за циљ подршку украјинској интеграцији у ЕУ.
Земље Лублинског троугла изразиле су подршку обнављању украјинског територијалног интегритета у међународно признатим границама и позивају на окончање руске агресије на њега. Лублински троугао подржава давање Украјини статуса партнера ојачаног НАТО-ом и наводи да је додељивање Украјине Акционог плана за чланство у НАТО-у следећи неопходан корак у овом правцу.
Тројни формат заснован је на традицији и историјским везама три земље. Релевантну заједничку декларацију министри су потписали 28. јула у Лублину у Пољској. Лублин је посебно одабран као наговештај средњовековне Лублинске уније, која је створила Пољско- литвански Комонвелт, једну од највећих држава у Европи у то време.
Идеја о стварању такве организације припада Адаму Цзарториском, коју је изразио Виацхеслав Цхорновил.

## Историја
Заједничка декларација министара спољних послова Литваније, Пољске и Украјине Линас Линкевичиус, Јацек Цхапутовицз и Дмитро Кулеба о стварању формата потписана је 28. јула 2020. у Лублину у Пољској.
Дана 1. августа 2020. године, министар спољних послова Украјине Дмитриј Кулеба позвао је министра спољних послова Белорусије Владимира Макеја на други састанак који треба да се одржи у Кијеву. Током Економског форума у Карпачу у Пољској, 10. септембра 2020. године, директор Источног одељења пољског Министарства спољних послова Јан Хофмокл изјавио је да би Лублински троугао заправо требало да буде квадрат са Белорусијом. Према његовим речима, у почетној фази Минск је био заинтересован за овај политички пројекат, али се касније предомислио.
17. септембра 2020. године одржан је први састанак (у видео формату) националних координатора Лублинског троугла, који су креирали министри спољних послова Украјине, Пољске и Литваније у јулу 2020. године. Васил Боднар (Украјина), Марцин Псзидацх (Пољска) и Далус Цекуолис (Литванија) именовани су за координаторе овог трипартитног механизма сарадње. Странке су разговарале о припремама за следећи састанак министара спољних послова Лублинског троугла, који ће се одржати у Кијеву на иницијативу министра Дмитрија Кулебе. Један од главних задатака Лублинског троугла требало би да буде координација акција Украјине, Пољске и Литваније за ефикасно супротстављање изазовима и претњама заједничкој безбедности, међу којима је приоритет сузбијање хибридних претњи Русије.
29. јануара 2021. године, током првог онлајн састанка Лублинског троугла, украјински министар спољних послова Дмитриј Кулеба изјавио је на брифингу да су Украјина, Литванија и Пољска за то да се Белорусија придружи Лублинском троуглу, али време још није дошло.
| „ | „Наравно, без Белорусије, Лублински троугао је помало непотпун. Желели бисмо, на крају, да се придружи демократска Белорусија и претвори „Лублински троугао“ у Лублински „квадрат“. Али време за ово још није дошло. Истовремено, сви схватамо да ситуација у Белорусији утиче не само на билатералне односе земље са суседима, већ и на ситуацију у региону у целини “, рекао је Кулеба, резимирајући први састанак Лублински троугао. | ” |

28. фебруара 2021. године постало је познато да је крајем јануара 2021. године председница Белорусије изабрана 2020. године Свитлана Тикхановска први пут контактирала министра спољних послова Украјине Дмитрија Кулебу, где нас је позвао на састанак Лублинског троугла и чека на позив за офлајн састанак са господином Кулебом и са Врховном Радом. Свитлана је приметила да је желела да „Лублински троугао“ постане „Лублинска четворка“.

## Механизми сарадње
Према овој Заједничкој декларацији Литваније, Пољске и Украјине, министри спољних послова странака треба да одржавају редовне састанке, посебно у областима мултилатералних активности, и уз учешће одабраних партнера. Они ће такође организовати консултације на нивоу руководства министарстава спољних послова својих земаља и створити у тим министарствима представнике о сарадњи у оквиру Лублинског троугла.
Током првог видеоконференцијског састанка 17. септембра 2020. године, национални координатори су идентификовали главне активности Лублинског троугла и сложили се да осигурају одрживу интеракцију између формата на различитим радним нивоима. Током састанка договорили су се о основним принципима Лублинског троугла и изнели планове за сарадњу у блиској будућности. Један од главних задатака требало би да буде координација деловања три државе ради ефикасног решавања тренутних изазова и претњи нашој заједничкој безбедности. Међу приоритетним темама у сарадњи је заједничко супротстављање хибридним претњама Русије, посебно у борби против дезинформација. Наглашен је значај одржавања блиске сарадње у међународним организацијама.
| „ | „Не уједињују нас само заједничке вредности и интереси, већ и заједничка одговорност за будућност наших земаља и региона у којем живимо и који је последњих година у средишту глобалне политике“, рекао је Васил Боднар. | ” |

Заменици министара такође су се сложили да покрену трипартитне тематске консултације на нивоу директора министарстава спољних послова три земље. Координатори су посветили важну пажњу ситуацији у Белорусији и неким другим земљама у региону. Васил Боднар изразио је захвалност партнерима на сталној подршци територијалном интегритету и суверенитету наше државе и подршци у супротстављању руској агресији. Такође је информисао своје колеге о главним циљевима Кримске платформе и позвао Пољску и Литванију да активно сарађују у оквиру платформе која има за циљ деокупацију Крима.
12. октобра 2020. премијер Украјине Денис Шмигал приметио је значај новоствореног „Лублинског троугла“ и позвао пољског председника Анџеја Дуду да прошири његов формат, наиме да разговара о могућности састанка шефова влада у „ Лублински троугао “током посете Украјини.
27. фебруара 2021. године, литвански министар спољних послова Габриелиус Ландсбергис рекао је украјинском Радио Либерти да иницијатива Лублински троугао, која уједињује Украјину, Литванију и Пољску, приближава Украјину европским интеграцијама:
| „ | „Мислим да је овај формат веома користан. И сигуран сам да се овај формат може проширити, да се говори не само о политици. Такође бисмо могли разговарати о заједничкој историји, геополитици, економији и многим другим стварима. Таква комуникација омогућава да у одређеној мери структуришемо нашу сарадњу ... То је, наравно, веома корисно и приближава украјинске европске интеграције “, рекао је он. | ” |

Такође сматра да је иницијатива Кримске платформе „изузетно корисна не само за проналажење конкретних решења, већ и за подсећање на проблем окупације Крима“.

## Иницијативе

### Интерпарламентарна скупштина
Интерпарламентарна скупштина Врховне раде Украјине, Сеим и Сенат Републике Пољске и Сеим Републике Литваније основани су 2005. године ради успостављања дијалога између три државе у парламентарној димензији. Конститутивни састанак Скупштине одржан је 16. јуна 2008. године Кијев, у Украјини. У оквиру Скупштине постоје одбори за европске и евроатлантске интеграције Украјине, хуманитарну и културну сарадњу.

### Заједнички тим
Литванско-пољско-украјинска бригада је мултинационална јединица са способностима заједничке војне бригаде, дизајнирана за извођење независних војних операција у складу са међународним правом или за учешће у таквим операцијама. Састоји се од специјалних војних јединица три државе, изабраних из састава 21. пушканске бригаде Пидгал (Пољска), 80. јуришне бригаде (Украјина) и батаљона велике војвоткиње Бируте Улан (Литванија).
Литванско-пољско-украјинска бригада основана је у оквиру трипартитне сарадње у области одбране 2014. године. Пружање националног доприноса мултинационалним војним формацијама високе припремљености (Споразуми о резервама УН-а, Тактичке групе ЕУ, НАТО-ове снаге за реаговање), као и међународне мировне и безбедносне операције под покровитељством УН-а, ЕУ-а, НАТО- а и других међународних безбедносних организација на основу мандата Савета безбедности УН-а и у случају да га одобре парламенти земаља учесница.
Од 2016. ЛитПолУкрбриг је важан елемент НАТО-ових напора да примени НАТО стандарде у Оружаним снагама Украјине. Главне активности бригаде укључују обуку украјинских официра и војних јединица у овим стандардима, планирање и спровођење оперативних задатака и одржавање оперативне готовости.

## Поређење земаља
| Име                    | Литванија                                                                                        | Пољска                                                                                               | Украјина |
| Службени назив         | Република Литванија (Lietuvos Respublika)                                                        | Република Пољска (Rzeczpospolita Polska)                                                             | Украјина |
| ---------------------- | ------------------------------------------------------------------------------------------------ | --- | --- |
| Амблем                 |                                                                                                  | | |
| Застава                | Литванија                                                                                        | Пољска                                                                                               | Украјина |
| Популација             | 2,794,329                                                                                        | 38,383,000                                                                                           | 41,660,982 |
| Квадрат                | 65.300 км² (25.200 миља)                                                                         | 312 696 км² (120.733 миље)                                                                           | 603,628 км² (233.062 миље) |
| Густина насељености    | 43 особе / км²                                                                                   | 123 особе / км²                                                                                      | 73 особе / км² |
| Систем                 | Јединствена парламентарно-председничка уставна република                                         | Јединствена парламентарно-председничка уставна република                                             | Јединствена парламентарно-председничка уставна република                                                                                              |
| Главни градови         | Вилниус - 580.020 (810.290 градско подручје)                                                     | Варшава - 1.783.321 (3.100.844 градска територија)                                                   | Кијев - 2.950.800 (3.375.000 градског подручја) |
| Највећи град           | Вилниус - 580.020 (810.290 градско подручје)                                                     | Варшава - 1.783.321 (3.100.844 градска територија)                                                   | Кијев - 2.950.800 (3.375.000 градског подручја) |
| Званични језици        | Литвански (де фацто и де јуре)                                                                   | Пољски (де фацто и де јуре)                                                                          | Украјински (де фацто и де јуре) |
| Актуелни шеф владе     | Премијер Саулиус Скверналис (2016. - данас)                                                      | Премијер Матеусз Моравиецки (Право и правда ; 2017. - данас)                                         | Премијер Денис Шмигал (2020. - данас) |
| Садашњи шеф државе     | Председник Гитанас Науседа (2019. - данас)                                                       | Председник Андрзеј Дуда (Право и правда ; 2015 - данас)                                              | Председник Володимир Зеленски (Слуга народа ; 2019. - данас)                                                                                          |
| Главне религије        | 77,2% католика, 4,1% православца, 0,8% старовераца, 0,6% лутерана, 0,2% реформатора, 0,9% остали | 87,58% римокатолика, 7,10% тешко је рећи, 1,28% Остале вере, 2,41% нерелигиозни, 1,63% није наведено | 67,3% православних, 9,4% гркокатолика, 0,8% римокатолика, 7,7% неодлучних хришћана, 2,2% протестаната, 0,4% Јевреја, 0,1% будиста, 11,0% не-конфесија |
| Етничке групе          | 84,2% Литванаца, 7,1% Пољака, 5,8% Руса, 1,2% Белоруса, 0,5% Украјинаца, 1,7% осталих            | 98% Пољака, 2% осталих или није наведено                                                             | 77,8% Украјинаца, 17,3% Руса, 0,8% Румуна и Молдаваца, 0,6% Белоруса, 0,5% Кримских Татара, 0,4% Бугара, 0,3% Мађара, 0,3% Пољака, 1,7% осталих       |
| БДП (номинално)        | - $54,219 млрд (2018) (80 місце) - $20,355 на душу населення (2018) (42 місце)                   | - $585.816 млрд (2018) (21 місце) - $15,426 на душу населення (2018) (56 місце)                      | - $161.872 млрд (2020 кошторис) (56 місце) - $3,881 на душу населення (2020 кошторис) (119 місце)                                                     |
| Спољни дуг (номинални) | 34,48 милијарди долара (2016) - 31,6% БДП-а                                                      | 281,812 милијарди долара (2019) - 47,5% БДП-а                                                        | 47,9 милијарди долара (2018) - 46,9% БДП-а |
| БДП (ПКС)              | - $107 млрд (2018) (83 місце) - $38,751 на душу населення (2018) (38 місце)                      | - $1.215 трильйон (2018) (23 місце) - $32,005 на душу населення (2018) (41 місце)                    | - $429.947 млрд (2018) (48 місце) - $10,310 на душу населення (2018) (108 місце)                                                                      |
| Валута                 | Еуро (€) - ЕУР                                                                                   | Пољски злот (ПЛН) - ПЛН                                                                              | Украјинска гривна () - УАХ |
| Индекс људског развоја | 0.869 дуже високо 34 місце - 0.774 дуже високо IHDI 13 місце                                     | 0.872 дуже високо 34 місце - 0.801 дуже високо IHDI 27 місце                                         | 0.750 високо 88 місце - 0.701 високо IHDI 54 місце |